# GP Goriška & Vipava Valley
De GP Goriška & Vipava Valley is een Sloveense eendagswielerwedstrijd die sinds 2022 jaarlijks plaatsvindt in de gemeente Nova Gorica (west-Slovenië). De eerste editie werd gewonnen door de Kroaat Fran Miholjević. De wedstrijd is onderdeel van de UCI Europe Tour en behoort tot de 1.2-categorie. 
In 2022 heette de wedstrijd GP Vipava Valley & Crossborder Goriška, in 2023 is de naam veranderd naar de huidige naam GP Goriška & Vipava Valley.

## Lijst van winnaars

### Overwinningen per land
| Overwinningen | Land                      |
| ------------- | ------------------------- |
| 1             | Italië, Kroatië, Tsjechië |